# Согорное (Новосибирская область)
Сого́рное — село в Доволенском районе Новосибирской области России. Административный центр Согорнского сельсовета.

## География
Площадь села — 227 гектаров.

## Население
| 2002 | 2007  | 2010 |
| ---- | ----- | ---- |
| 1189 | ↘1101 | ↘866 |

## Улицы
| - ул. Колхозная, - ул. Комарова, - ул. Ленина, | - ул. Набережная, - ул. Островского, - ул. Партизанская, | - ул. Садовая, - ул. Сибирская, - ул. Советская. |

## Инфраструктура
В селе по данным на 2007 год функционируют одно учреждение здравоохранения, два образовательных учреждения.